# Sistemas nanoeletromecânicos
Os sistemas nanoeletromecânicos (NEMS) são uma classe de dispositivos que integram a funcionalidade elétrica e mecânica na nanoescala. Os NEMS formam o próximo passo lógico de miniaturização dos chamados sistemas microeletromecânicos, ou dispositivos MEMS. Os NEMS normalmente integram nanoeletrônica semelhante a transistor com atuadores mecânicos, bombas ou motores, podendo assim formar sensores físicos, biológicos e químicos.

## História
Em 1997, com a comunidade científica foi presenteada com a notícia de que a menor guitarra do mundo havia sido criada. Essa guitarra, inspirada na famosa "Fender Stratocaster" e feita a partir de silício cristalino e do tamanho de uma célula humana, com seis cordas de 50 nm de largura, mostrou que a era dos MEMS ficou para trás e deu lugar aos “Sistemas nanoeletromecânicos” (aproximadamente 100 átomos).